# Hamburg (Iowa)
Hamburg es una ciudad ubicada en el condado de Fremont en el estado estadounidense de Iowa. En el Censo de 2010 tenía una población de 1187 habitantes y una densidad poblacional de 417,4 personas por km².

## Geografía
Hamburg se encuentra ubicada en las coordenadas 40°36′22″N 95°39′18″O / 40.60611, -95.65500. Según la Oficina del Censo de los Estados Unidos, Hamburg tiene una superficie total de 2.84 km², de la cual 2.84 km² corresponden a tierra firme y (0%) 0 km² es agua.

## Demografía
Según el censo de 2010, había 1187 personas residiendo en Hamburg. La densidad de población era de 417,4 hab./km². De los 1187 habitantes, Hamburg estaba compuesto por el 94.19% blancos, el 0.84% eran afroamericanos, el 0.51% eran amerindios, el 0.25% eran asiáticos, el 0.08% eran isleños del Pacífico, el 2.7% eran de otras razas y el 1.43% pertenecían a dos o más razas. Del total de la población el 6.23% eran hispanos o latinos de cualquier raza.